# مزرعة سفيدان (رباطات)
مزرعة سفیدان (بالإنجليزية: Mazraeh-ye Sefidan)‏ هي منطقة سكنية تقع في إيران في يزد.